# Melaje
Melaje (izvirno srbsko Мелаје) je naselje v Srbiji, ki upravno spada pod Občino Tutin; slednja pa je del Raškega upravnega okraja.

## Demografija
V naselju živi 298 polnoletnih prebivalcev, pri čemer je njihova povprečna starost 32,4 let (31,5 pri moških in 33,1 pri ženskah). Naselje ima 82 gospodinjstev, pri čemer je povprečno število članov na gospodinjstvo 5,26.
Po podatkih popisa iz leta 2002 večino prebivalstva predstavljajo Bošnjaki.
|  |

| Demografija | Demografija     | Demografija     |
| Leto        | Št. prebivalcev | Št. prebivalcev |
| ----------- | --------------- | --------------- |
|             |                 |                 |
|             |                 |                 |
|             |                 |                 |
|             |                 |                 |
| 1948        | 492             |                 |
| 1953        | 562             |                 |
| 1961        | 578             |                 |
| 1971        | 507             |                 |
| 1981        | 598             |                 |
| 1991        | 666             | 614             |
| 2002        | 650             | 431             |
|             |                 |                 |

| Etnična sestava po popisu iz leta 2002 | Etnična sestava po popisu iz leta 2002 | Etnična sestava po popisu iz leta 2002 | Etnična sestava po popisu iz leta 2002 | Etnična sestava po popisu iz leta 2002 |
| -------------------------------------- | -------------------------------------- | -------------------------------------- | -------------------------------------- | -------------------------------------- |
| Bošnjaki                               | Bošnjaki                               |                                        | 426                                    | 98,83%                                 |
| Muslimani                              | Muslimani                              |                                        | 2                                      | 0,46%                                  |
| Srbi                                   | Srbi                                   |                                        | 1                                      | 0,23%                                  |
| Neznano                                | Neznano                                |                                        | 2                                      | 0,46%                                  |